# Gomphocarpus physocarpus
Gomphocarpus physocarpus är en oleanderväxtart som beskrevs av E. Meyer. Gomphocarpus physocarpus ingår i släktet Gomphocarpus och familjen oleanderväxter. Inga underarter finns listade i Catalogue of Life.